# Joakim Hedqvist
Joakim Hedqvist (* 22. November 1977) ist ein schwedischer Bandyspieler. Er spielt 2013/14 in der schwedischen Elitserien für den IFK Vänersborg.
Hedqvist, der im offensiven Mittelfeld eingesetzt wird, spielte die längste Zeit seiner Karriere für die beiden Vereine Brobergs IF und Edsbyns IF. Mit letzterem gewann er zwischen 2005 und 208 viermal in Folge die schwedische Meisterschaft. 2008/09 spielte er für kurze Zeit in der ersten russischen Liga für Zorki Krasnogorsk. Seit 2012 steht er im Kader von IFK Vänersborg.
Für die schwedische Nationalmannschaft spielte Hedqvist im Winter 2008/09. Bei der Bandy-Weltmeisterschaft 2009 in Schweden gewann Hedqvist mit der Mannschaft den Weltmeistertitel. Mit 14 Treffern wurde er zusammen mit dem Russen Jewgeni Iwanuschkin Torschützenkönig des Turniers.
Hedqvist ist 1,87 m groß und wiegt 88 kg.

## Erfolge
- Weltmeister 2009
- Schwedischer Meister 2005, 2006, 2007 und 2008